# مربع بوليبيوس

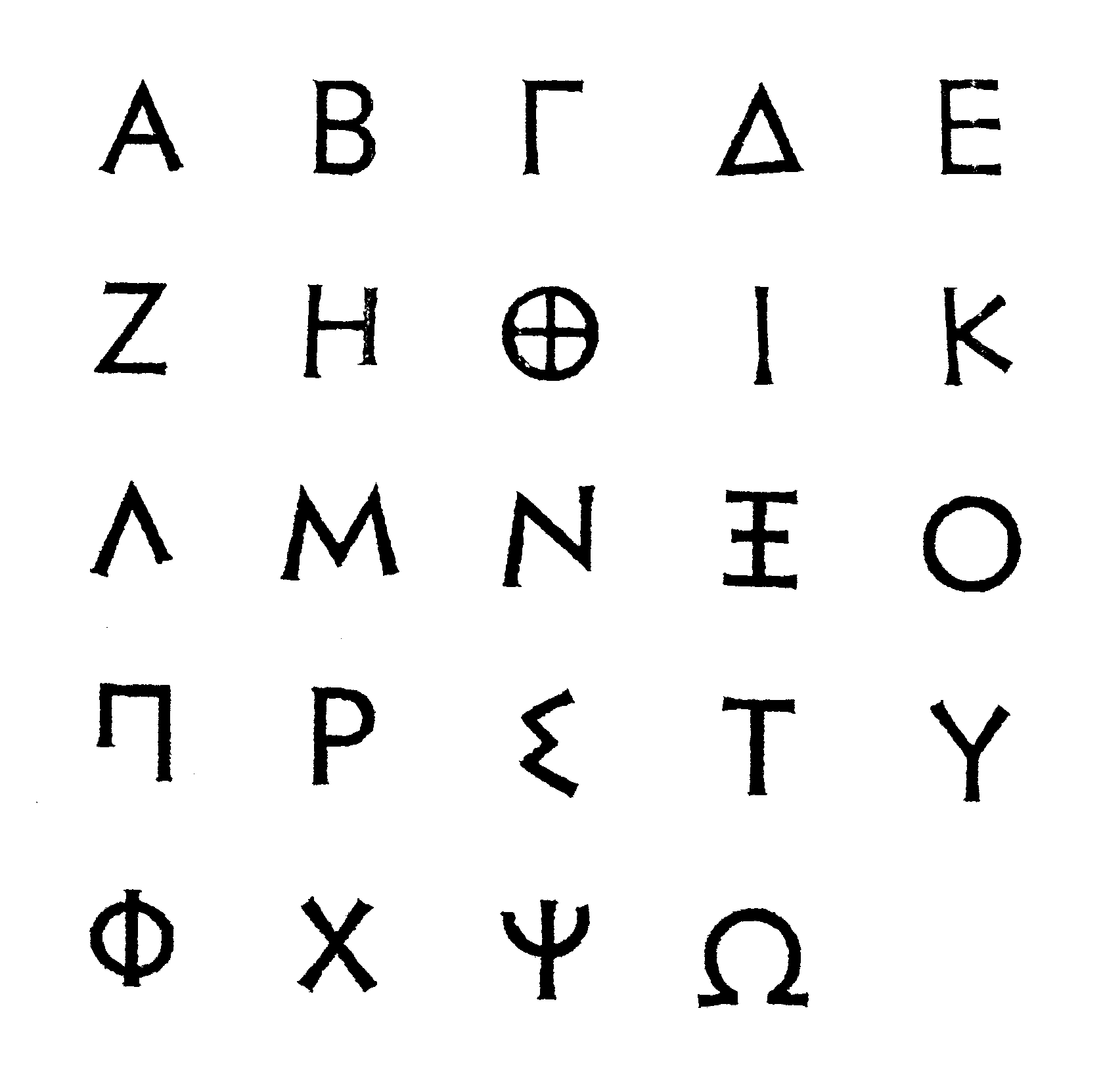
الحروف اليونانية في مربع بوليبيوس

مربع بوليبيوس  هو مربع وصفه المؤرخ اليوناني بوليبيوس سنة 150 قبل الميلاد. استعمل إساسا من قبل العدميين القابعين في سجون القياصرة الروس.

يعتبر المربع إحدى طرق التشفير، أين يتم استبدال كل حرف بإحداثياته من الأرقام التي توافق طولا وعرضا في المربع. تعتبر طريقة هذه التعمية، تعمية استبدال. يتم فك شيفرة الجمل أو العبارات أو النصوص المشفرة عبر عملية تحليل الشفرات أو تحليل التكرار.

## المبدأ
|   | 1 | 2 | 3 | 4   | 5 |
| 1 | A | B | C | D   | E |
| 2 | F | G | H | I,J | K |
| 3 | L | M | N | O   | P |
| 4 | Q | R | S | T   | U |
| 5 | V | W | X | Y   | Z |
| - | - | - | - | --- | - |

نأخذ هذا المربع المقابل (أو أعلاه) الذي يتكون من 25 مربع صغير. يمكن تكبيره إلى 36 مربع عند الحاجة، مثلا لإضافة حروف من لغات أخرى. نلاحظ أن حرفي I وJ موضوعان في نفس المربع.
مثلا كلمة ويكيبيديا بالأحرف اللاتينية "Wikipedia" تكتب هكذا:
- حرف W يقع على الصف 5 وفي العمود 2، ولذلك تشفر هكذا 52.
- حرف I يقع على الصف 2 وفي العمود 4، ولذلك تشفر هكذا 24.

وعلى هذا المنوال نتحصل على الجملة التالية: «52 24 25 24 35 15 14 24 11» يعني «Wikipedia».

## حكاية هذا المربع
فكر بوليبيوس في إيجاد حل لتوصيل الرسائل عبر المشاعل الضوئية. لتوصيل الحرف B، نضع مشعلين إثنين بجانب بعضيهما على اليمين واليسار. ونتحصل بهذا على شكل يشبه شفرة مورس.

كانت شفرة مربع بوليبيوس معقدة للغاية في الماضي. ولهذا لم يستعملها أحد سوى بعض الأشخاص قبل القرن التاسع عشر.

## مقالات ذات صلة
- علم التعمية

## روابط خارجية
- مربع بوليبيوس.